# ジャン＝フランソワ・ドニオー
ジャン＝フランソワ・ドニオー（Jean-François Deniau、1928年10月31日 – 2007年1月24日）は、フランスの政治家、外交官、随筆家、小説家。1998年までフランス民主連合（UDF）に所属した。
1928年10月31日パリに生まれる。1958年欧州委員会外交関係局長に就任する。欧州経済共同体 (EEC) 設立に関する条約であるローマ条約の前文を執筆した。1963年フランスの駐在モーリタニア大使に転出する。1967年欧州委員に任命され、レイ委員会のメンバーとなる。1970年マルファッティ委員会のメンバーとなる。このほか、EC委員としては、イギリス、アイルランド、デンマーク、ノルウェーのEC加盟交渉を担当したほか、発展途上国への対外経済援助を担当した。1973年から1976年ピエール・メスメルPierre Messmer内閣で入閣。1976年スペイン大使となる。1977年から1981年レイモン・バール (Raymond Barre) 内閣で入閣。1978年から1981年、1986年から1997年まで
フランス国民議会議員。1992年4月9日アカデミー・フランセーズ会員に選出された。